# Mistrzostwa Polski w Boksie 2019
Mistrzostwa Polski w Boksie Mężczyzn 2019 – 90. edycja mistrzostw, która odbyła się w dniach 24-29 listopada 2019 roku w Opolu.

## Medaliści
| Kategoria:         | Złoto:                                    | Srebro:                                  | Brąz:                                                                             |
| waga do 52 kg      | Jakub Słomiński (Wda Świecie)             | Maciej Jóźwik (Skorpion Szczecin)        | Przemysław Jańczuk (SAKO Gdańsk) Dorian Mospinek (Skorpion Szczecin)              |
| waga do 57 kg      | Jarosław Iwanow (Wisła Kraków)            | Mateusz Wojtasiński (Adrenalina Wrocław) | Albert Orzeł (KSO Ostrowiec Świętokrzyski) Damian Szczepański (Radomiak Radom)    |
| waga do 63 kg      | Damian Durkacz (Concordia Knurów)         | Mateusz Polski (KB Karlino)              | Radomir Obruśniak (KB Karlino) Dominik Palak (SAKO Gdańsk)                        |
| waga do 69 kg      | Paweł Kastramin (Żoliborska Szkoła Boksu) | Andrzej Swiatyj (Olimp Lublin)           | Karol Łapawa (Sporty Walki Gostyń) Kacper Niewiadomski (KS Raszyn)                |
| waga do 75 kg      | Ryszard Lewicki (Skorpion Szczecin)       | Rafał Wołczecki (Adrenalina Wrocław)     | Bartosz Gołębiewski (RUSHH Kielce) Kamil Urbański (Boxing Team Gosiewski Wrocław) |
| waga do 81 kg      | Sebastian Wiktorzak (Skorpion Szczecin)   | Mateusz Goiński (Zagłębie Konin)         | Jan Lauk (Shark Łódź) Mateusz Wodziński (Górnik Sosnowski)                        |
| waga do 91 kg      | Mateusz Masternak (RUSHH Kielce)          | Michał Soczyński (PACO Lublin)           | Witold Lisek (06 Kleofas AZS AWF Katowice) Karol Zieliński (Stal Rzeszów)         |
| waga powyżej 91 kg | Oskar Safarian (Concordia Knurów)         | Aleksander Stawirej (Ziętek Team Kalisz) | Damian Knyba (Astoria Bydgoszcz) Paweł Sajda (Imperium Boxing Wałbrzych)          |